# Goin

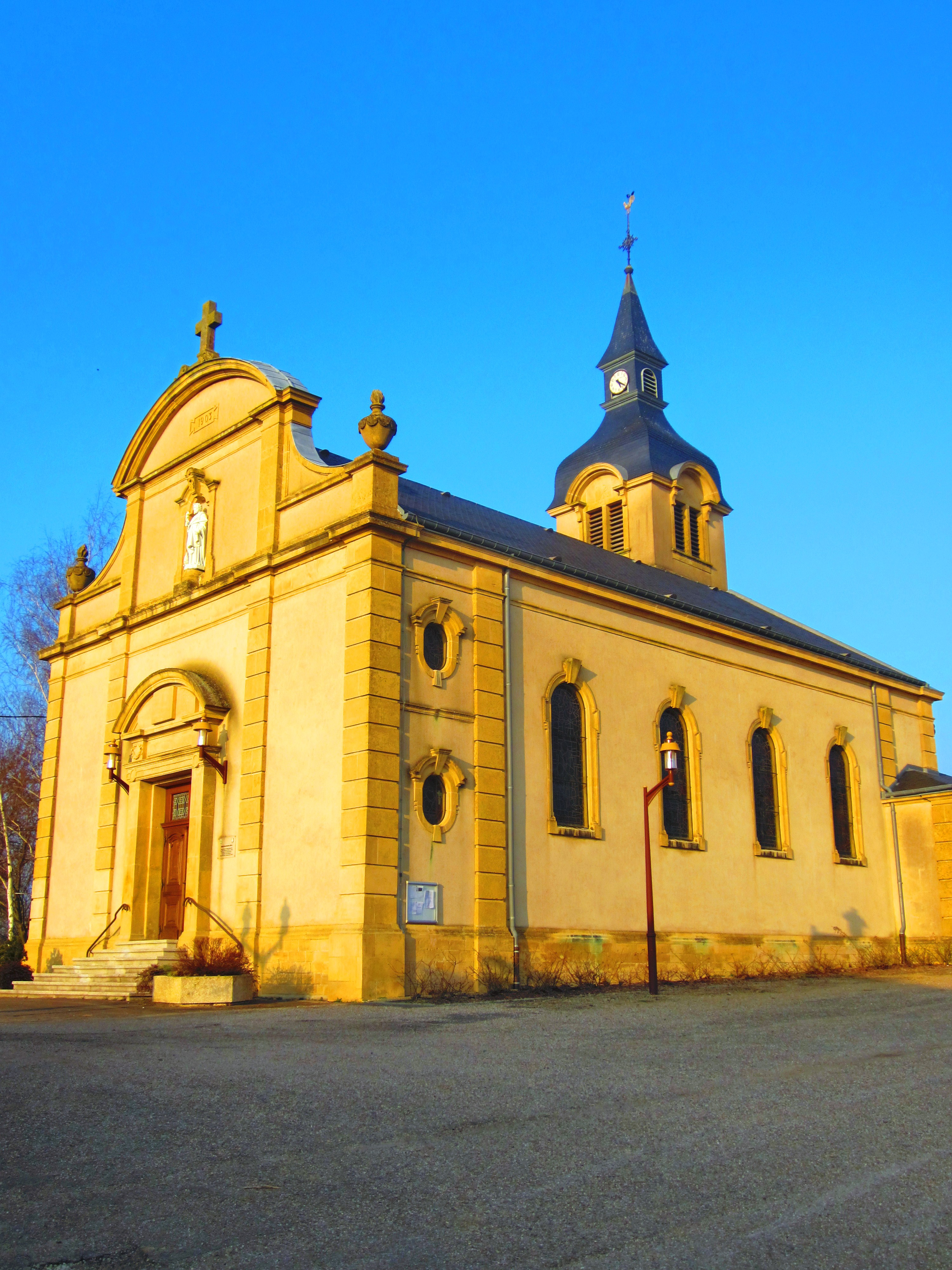
Kirche St. Martin

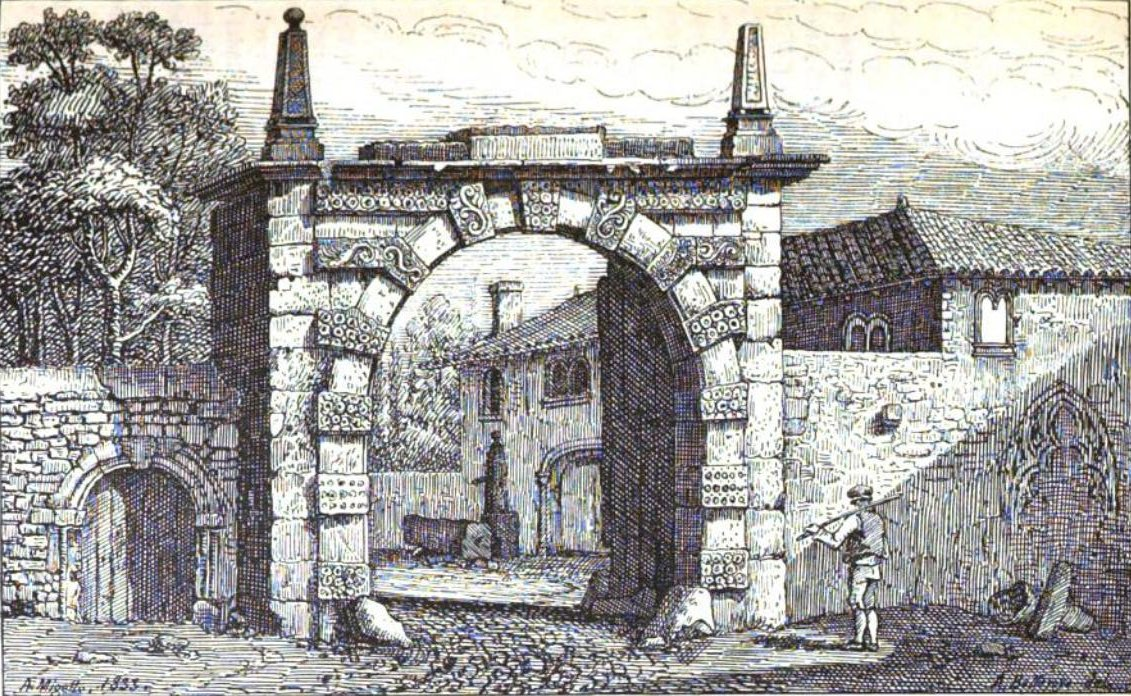
Renaissance-Tor des ehemaligen Schlosses um 1833

Goin ist eine französische Gemeinde mit 352 Einwohnern (Stand 1. Januar 2022) im Département Moselle in der Region Grand Est (bis 2015 Lothringen). Sie gehört zum Arrondissement Metz.

## Geographie
Goin liegt in Lothringen, 13 Kilometer südlich von Metz und drei Kilometer südlich von Verny, auf der rechten Seite der Seille, auf einer Höhe zwischen 184 und 270 m über dem Meeresspiegel. 
Auf dem Gemeindegebiet von Goin befindet sich der Hauptteil des Flughafens Metz-Nancy-Lothringen.

## Geschichte
In einer Urkunde Karls des Großen von 805 wird eine Pfalz namens Goddinga villa erwähnt, aus der die spätere Schlossruine hervorgegangen sein soll. Die Ortschaft gehörte früher zum Herzogtum Lothringen. 1378 besaß Schloss und Herrschaft Johann II. von Saarbrücken, Herr von Commercy, der beides verkaufte. Es fanden anschließend mehrere Besitzerwechsel statt.
Durch den Frankfurter Frieden vom 10. Mai 1871 kam die Region an das deutsche Reichsland Elsaß-Lothringen, und das Dorf wurde dem Landkreis Metz im Bezirk Lothringen zugeordnet. Die Dorfbewohner betrieben Getreide-, Obst- und Weinbau sowie Viehzucht. Um 1885 waren noch Reste der Schlossruine vorhanden.
Nach dem Ersten Weltkrieg musste die Region aufgrund der Bestimmungen des Versailler Vertrags 1919 an Frankreich abgetreten werden. Im Zweiten Weltkrieg war die Region von der deutschen Wehrmacht besetzt.
Das Dorf trug 1915–1919 den eingedeutschten Namen Göhn und 1940–1944 Godingen.

### Demographie
| Jahr      | 1962 | 1968 | 1975 | 1982 | 1990 | 1999 | 2007 | 2019 |
| Einwohner | 247  | 277  | 250  | 258  | 261  | 288  | 318  | 339  |